# Bruno Lambart

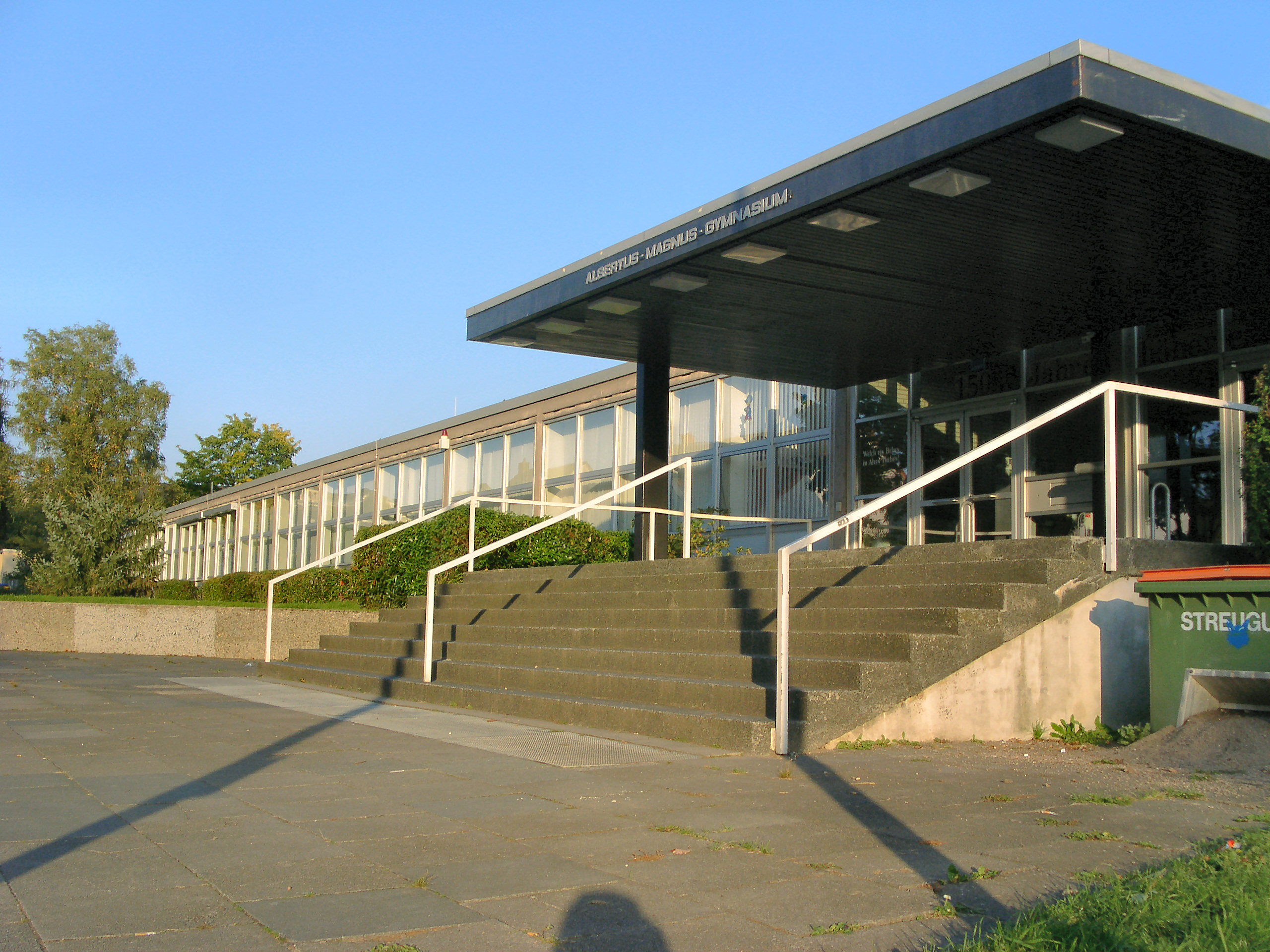
Albertus-Magnus-Gymnasium (1960–1961)

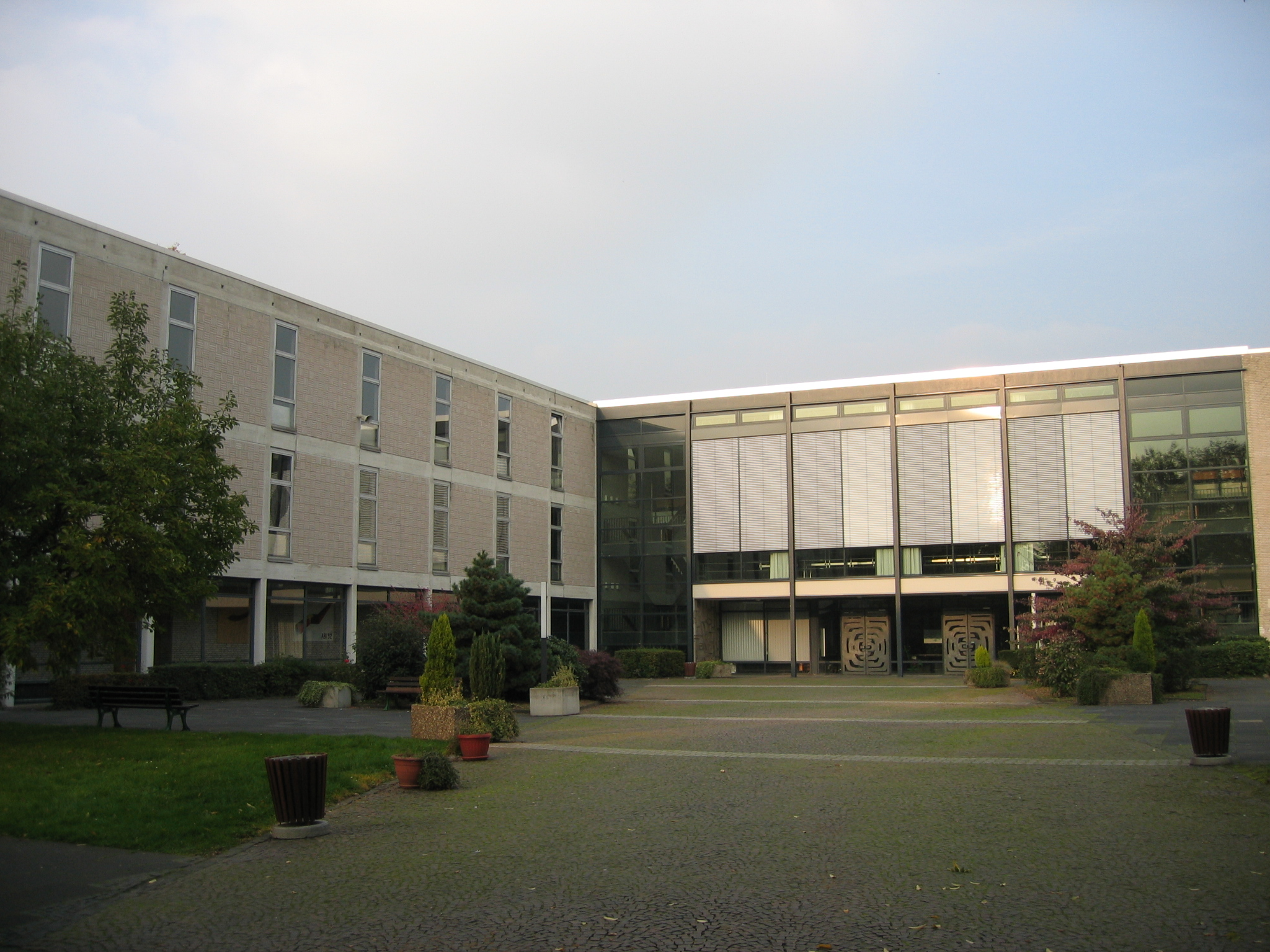
Helmholtz-Gymnasium (1961–1963)

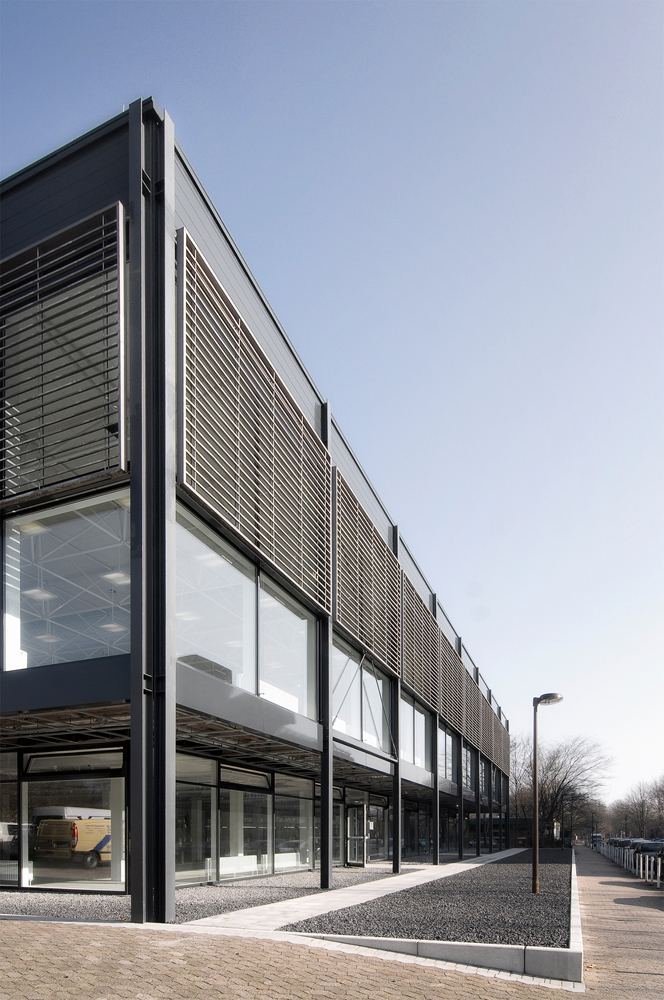
Alte Mensa Bochum (1963–1965)

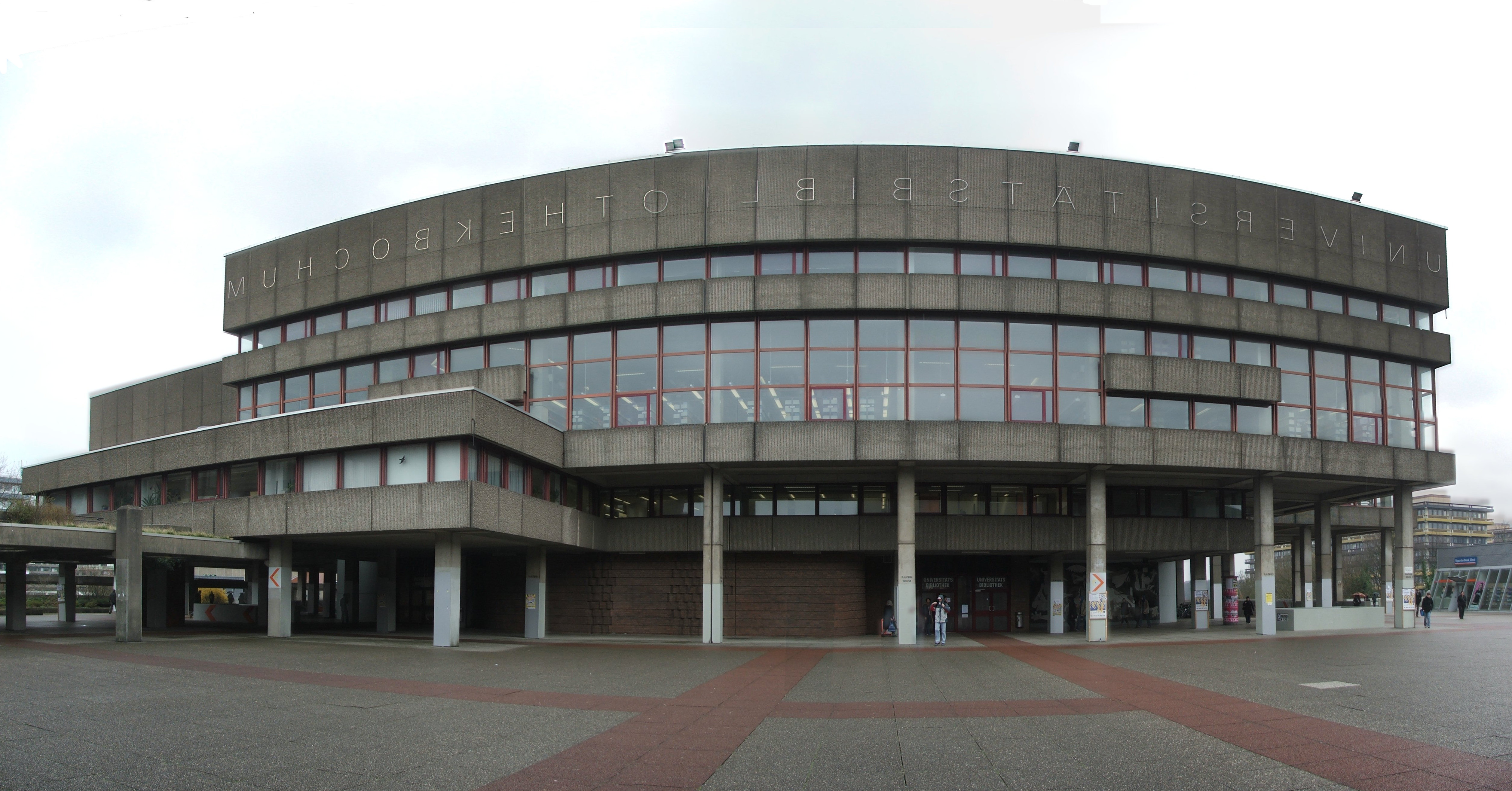
Universitätsbibliothek Bochum (1974)

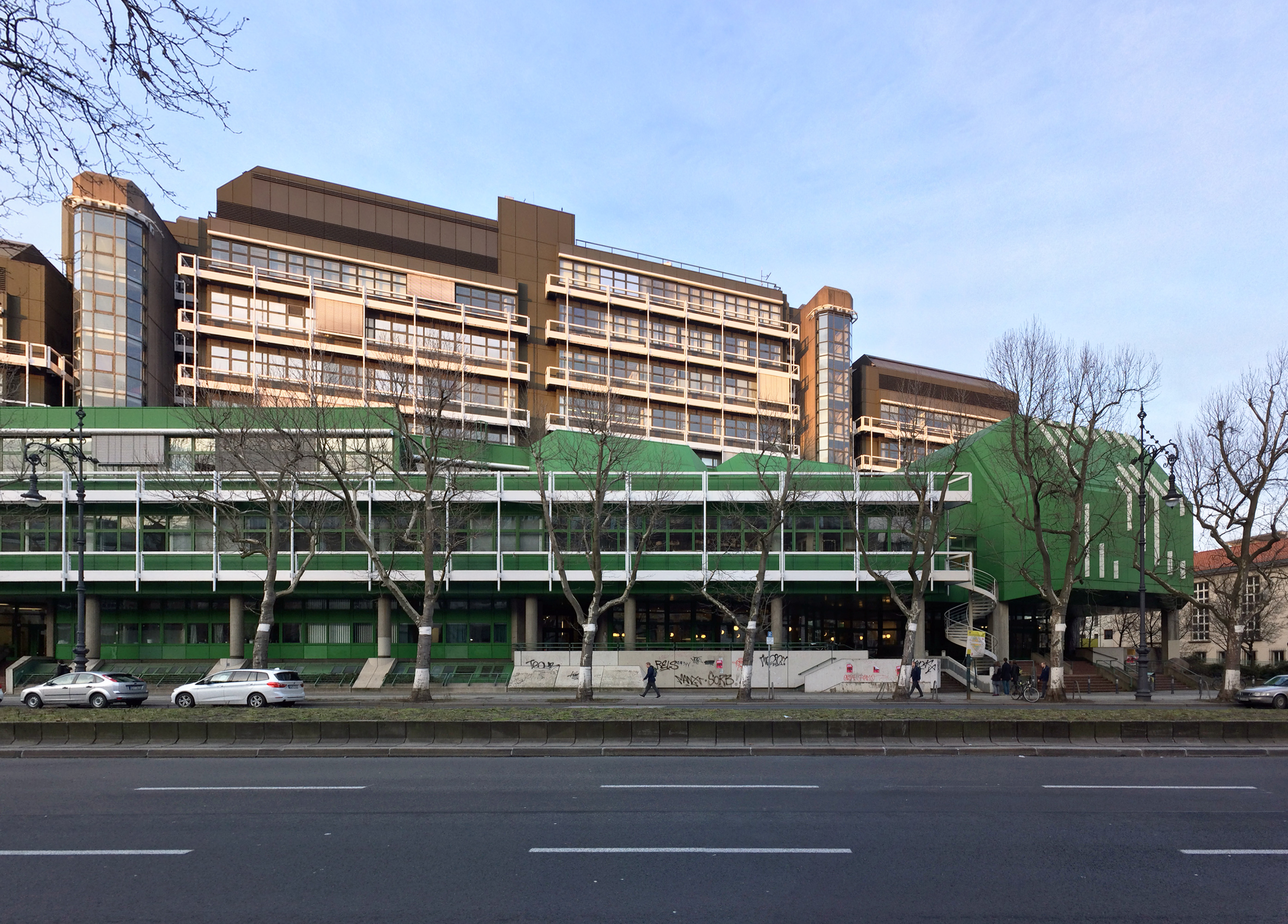
Physikgebäude TU Berlin (1978–1984)

Bruno Lambart (* 10. Juni 1924 in Düsseldorf; † 4. Juli 2014 in Ratingen) war ein deutscher Architekt.

## Leben
Lambart studierte nach seinem Abitur im Jahr 1945 am heutigen Görres-Gymnasium (Düsseldorf) ab 1946 Architektur an der Technischen Hochschule Stuttgart unter anderem bei Günter Wilhelm. 1951 schloss er das Studium mit der Diplom-Hauptprüfung ab, ein Jahr später gewann er zum ersten Mal einen Architekturwettbewerb. Er arbeitete in der Folge selbständig in Gemeinschaft mit Günter Behnisch in Stuttgart. Mitte der 1950er Jahre kehrte er ins Rheinland zurück, zunächst mit einem Zweigbüro der Architektengemeinschaft, welche beide aber 1959 wegen unterschiedlicher Arbeitsschwerpunkte auflösten. Lambart entwickelte sich zu einem Spezialisten für Schul- und Hochschulbauten, war aber auch mit anderen Bauaufgaben erfolgreich.
Im Jahr 1973 erwarb Lambart ein Erbbaurecht an der Wasserburg Haus zum Haus in Ratingen, die er auch als eigenen Wohn- und Bürositz nutzte. In der Folge widmete er sich verstärkt der Restaurierung von historischen Bauten.
Der berufliche Nachlass von Bruno Lambart befindet sich im Archiv für Architektur und Ingenieurbaukunst NRW (A:AI).

## Bauten
- 1953–1955: Kreishandelsschule in Schwäbisch Gmünd[2]
- 1953–1954: Sommerrainschule in Stuttgart[2] ⊙
- 1955: eigenes Wohnhaus in Düsseldorf (Umbau 2020 durch Nidus Studio)[3] ⊙
- 1955–1959: Volksschule in Duisburg-Hüttenheim
- 1956–1957: Volksschule in Burscheid-Hilgen[2] ⊙
- 1956–1958: Pädagogische Akademie in Münster (mit Günter Behnisch)[4] ⊙
- 1960–1961: Albertus-Magnus-Gymnasium Bensberg in Bergisch Gladbach[2]⊙
- 1961–1963: Ingenieurschule in Ulm[2]
- 1961–1963: Gymnasium Duisdorf, heute Helmholtz-Gymnasium Bonn[2] ⊙
- 1963–1965: Volksschule in Radevormwald[2]
- 1963–1965: Alte Mensa der Ruhr-Universität Bochum ⊙
- 1964–1965: Studentenwohnheim in Bochum-Querenburg[5] ⊙
- 1967–1969: Realschule in Medinghoven[2]
- 1967–1969: Gymnasium Troisdorf, heute Gymnasium Zum Altenforst[2] ⊙
- 1971–1972: Schulzentrum in Wuppertal[2]
- 1971–1974: Gesamtschule in Gelsenkirchen[2]
- 1974: Universitätsbibliothek der Ruhr-Universität Bochum ⊙
- 1978–1984: Physikgebäude der TU Berlin (Eugene-Paul-Wigner-Bau) in Berlin-Charlottenburg (mit Dieter Hundertmark) ⊙
- 1980–1984: Jugendzentrum in Ratingen-Lintorf[2] ⊙
- 1981–1983: Bürgerzentrum in Recklinghausen-Süd[6]⊙
- 1989–1990: Niedersächsische Landesvertretung in Bonn[2]
- 1982–1993: Wiederaufbau der Brandruine von Schloss Gelsdorf ⊙